# Симеон (Яковлевич)
Архиепи́скоп Симео́н (чеш. Arcibiskup Simeon, в миру Радивой Яковлевич, чеш. Radivoj Jakovljević; 12 февраля 1926, Прага — 19 марта 2024) — архиерей Православной Церкви Чешских земель и Словакии; с 9 апреля 2000 года — епископ (с 12 февраля 2006 — архиепископ) Оломоуцкий и Брненский, с 12 апреля по 9 декабря 2013 — Местоблюститель Митрополичьего престола Православной Церкви Чешских земель и Словакии. Константинопольский патриархат продолжительное время считал митрополичий престол вакантным, а Симеона местоблюстителем.

## Биография
Родился 12 февраля 1926 года в Праге. Его отец был сербом, мать — чешкой.
Окончил реальную гимназию в Праге. В 1945 году начал обучение богословию в Карловом университете.
С 1949 по 1953 годы обучался в Ленинградской духовной академии.
С 1954 по 1959 годы — ассистент кафедры богословия Прешовского университета, преподавал Ветхий завет на Православном богословском факультете.
7 сентября 1958 года женился. 1 ноября 1958 года рукоположен в сан диакона в Праге, а 25 декабря 1958 года — во священника.
С 1959 по 1998 годы служил в Князь-Владимирском храме в Марианске-Лазне.
В 1992 году присвоена степень доктора теологии.
12 сентября 1996 года овдовел.
1 июня 1998 года в монастыре священномученика Горазда в Грубе Врбке пострижен в монашество с имени Симеон в честь сербского князя-инока преподобного Симеона Мироточивого.

### Архиерейство
21 июня 1998 года в Пражском кафедральном соборе хиротонисан во епископа Марианске-Лазненского, викарий Пражской епархии.
9 апреля 2000 года назначен управляющим Оломоуцко-Брненской епархией.
12 февраля 2006 года был возведён в сан архиепископа.
12 апреля 2013 года избран Местоблюстителем Митрополичьего престола Православной Церкви Чешских земель и Словакии.
9 декабря 2013 года освобожден от должности Местоблюстителя Митрополичьего престола Православной Церкви Чешских земель и Словакии. Константинопольский патриархат не признавал данного решения и продолжал считать митрополичий престол вакантным, а Симеона местоблюстителем, позднее изменив своё решение.
Умер 19 марта 2024 года в возрасте 98 лет.

## Публикации
- Протоиерей Алексий Витвицкий [некролог] // Журнал Московской Патриархии. 1973. — № 9. — С. 43-44.
- Православный храм в Марианских Лазнях // Журнал Московской Патриархии. 1978. — № 11. — С. 45-47.
- Новый перевод Библии на чешский язык // Журнал Московской Патриархии. 1979. — № 12. — С. 45-46.
- The Sense of Ebed Yahweh’s Suffering // Communio viatorum, 30 (1987), 1. — S. 59—62

## Награды
- Орден князя Ярослава Мудрого I степени (Украина, 27 июля 2013 года) — за выдающуюся церковную деятельность, направленную на подъём авторитета православия в мире, и по случаю празднования на Украине 1025-летия крещения Киевской Руси[6]
- Орден Святого царя Константина (Сербская Православная Церковь, 2013 год)[7]